# Szczęśliwy podstęp
Szczęśliwy podstęp (fr. L'Heureux Stratagème) – komedia w trzech aktach Pierre’a de Marivaux wystawiona w 1733.

## Data powstania utworu
Utwór został napisany w 1733 roku i miał swą premierę 6 czerwca 1733 w l’Hôtel de Bourgogne. Został wystawiony przez aktorów Comédie-Italienne i miał bardzo duże powodzenie u publiczności.

## Osoby
| Osoba         | Jej rola w dramacie |
| ------------- | ------------------- |
| Hrabina       |                     |
| Markiza       |                     |
| Lizeta        | córka Błażeja       |
| Dorant        | kochanek hrabiny    |
| kawaler Damis | kochanek markizy    |
| Błażej        | wieśniak            |
| Frontyn       | służący kawalera    |
| Arlekin       | służący Doranta     |
| Lokaj         |                     |

## Treść
Akcja sztuki rozgrywa się na wsi w domu hrabiny.
Hrabina kocha Doranta, ale Dorant jest nudny. Pojawia się kawaler, Gaskończyk. Jego paplanina jest nawet zabawna i hrabina zaczyna zaniedbywać Doranta. Odbija kawalera markizie, zamyśla go nawet poślubić. Młodzieniec skarży się, ale hrabina tylko z niego drwi. Wzgardzonemu Dorantowi markiza proponuje, by udawał zakochanego w niej i w ten sposób spróbował odzyskać miłość niewiernej ukochanej. Hrabina czuje się dotknięta, że jej amant ją porzucił. Bada czy to, aby tylko nie gra. Postanawia odroczyć ślub z kawalerem. Za radą markizy Dorant zrywa też układ, na podstawie którego jego służący Frontyn miał wyjść za Lizetę i przeznacza go służącej markizy, Marcie. Zupełnie zdezorientowana hrabina pisze do Doranta, aby go napomnieć, on jednak odmawia powrotu. Hrabina jest zrozpaczona. Gaskończyk staje się dla niej wstrętny. Ale Dorant jest zupełnie pochłonięty przez swoją nową miłość. Przygotowuje nawet umowę małżeńską,  do której spisania zaprasza hrabinę w charakterze świadka. Hrabina podpisuje czując śmierć w duszy. Wówczas Dorant rzuca się do jej stóp i wyznaje, że nie kocha markizy i że kontrakt, który właśnie podpisała, jest jej własną umową małżeńską. Przygotował ją dla tej, której nigdy nie przestał kochać.

## Omówienie
Motywy, na których oparł Marivaux akcję Szczęśliwego podstępu były w dziejach dramatu wielokrotnie wykorzystywane, zarówno przed nim, jak i po nim. Na tym właśnie pomyśle Lope de Vega zbudował swojego Psa Ogrodnika. Pies ogrodnika nie je owoców, ale nie chce, aby jadł je ktoś inny. Temat ten występuje u Moreta i w Księżniczce Elidy Moliera. Niewielu autorów dramatycznych nie sięgnęło po niego przynajmniej przy okazji. Tego typu temat jest niezwykle chwytliwy, publiczność nie ma problemów z jego przyjęciem, a sukces jest pewny, o ile szczegóły utworu są pikantne, a w Szczęśliwym podstępie takie właśnie są.
Współcześni Marivaux krytycy, którzy tak ostro potraktowali Fałszywe zwierzenia, rozpływali się w pochwałach dla Szczęśliwego podstępu, mimo że jest to utwór niewątpliwie słabszy. Chwalili przede wszystkim rozwiązanie, wystarczająco dobrze przygotowane, a jednak nieoczekiwane. Krytykowali jedynie postaci drugoplanowe służących i prowadzoną przez nich intrygę, jako zbyt podobną do występującej w poprzednich utworach.